# SGA BDeh 4/4
| BDeh 4/4                                                               | BDeh 4/4                          | BDeh 4/4                          | BDeh 4/4 |
| ---------------------------------------------------------------------- | --------------------------------- | --------------------------------- | -------- |
| BDeh 4/4 13 mit Falttüren im St. Galler Nebenbahnhof.                  |                                   |                                   |          |
| Nummerierung:                                                          | 11–15                             | 16, 17                            |          |
| Hersteller:                                                            | FFA, SLM, BBC                     | SWA, SLM, ABB                     |          |
| Baujahr(e):                                                            | 1981                              | 1993                              |          |
| Achsfolge:                                                             | Bo’zz Bo’zz                       | Bo’zz Bo’zz                       |          |
| Spurweite:                                                             | 1000 mm (Meterspur)               | 1000 mm (Meterspur)               |          |
| Zahnstangensystem:                                                     | Riggenbach-Klose, Strub, Von Roll | Riggenbach-Klose, Strub, Von Roll |          |
| Länge über Kupplung:                                                   | 17 410 mm                         | 17 410 mm                         |          |
| Gesamtradstand:                                                        | 13 330 mm                         | 13 330 mm                         |          |
| Dienstmasse:                                                           | 44,5 t                            | 44,8 t                            |          |
| Reibungsmasse:                                                         | 44,5 t                            | 44,8 t                            |          |
| Höchstgeschwindigkeit: Adhäsion Zahnrad                                | 65 km/h 40 km/h                   | 65 km/h 40 km/h                   |          |
| Stundenleistung:                                                       | 820 kW                            | 820 kW                            |          |
| Triebraddurchmesser:                                                   | 837 mm                            | 837 mm                            |          |
| Durchmesser Zahnrad:                                                   | 732 mm                            | 732 mm                            |          |
| Stromsystem:                                                           | 1500 V =                          | 1500 V =                          |          |
| Anzahl Fahrmotoren:                                                    | 4                                 | 4                                 |          |
| Sitzplätze:                                                            | 40                                | 40                                |          |
| Klassen:                                                               | 2. Klasse                         | 2. Klasse                         |          |
| Ladefläche:                                                            | 5,0 m²                            | 5,0 m²                            |          |
| Anhängelast: SGA-Strecke (Adhäsion/Zahnrad) AB-Strecke (Adhäsion 37 ‰) | 80 t 160 t                        | 80 t 160 t                        |          |

BDeh 4/4 ist die Serienbezeichnung für meterspurige Triebwagen mit Adhäsions- und Zahnradantrieb der Appenzeller Bahnen (AB) mit den Nummern 11 bis 17.

## Geschichte

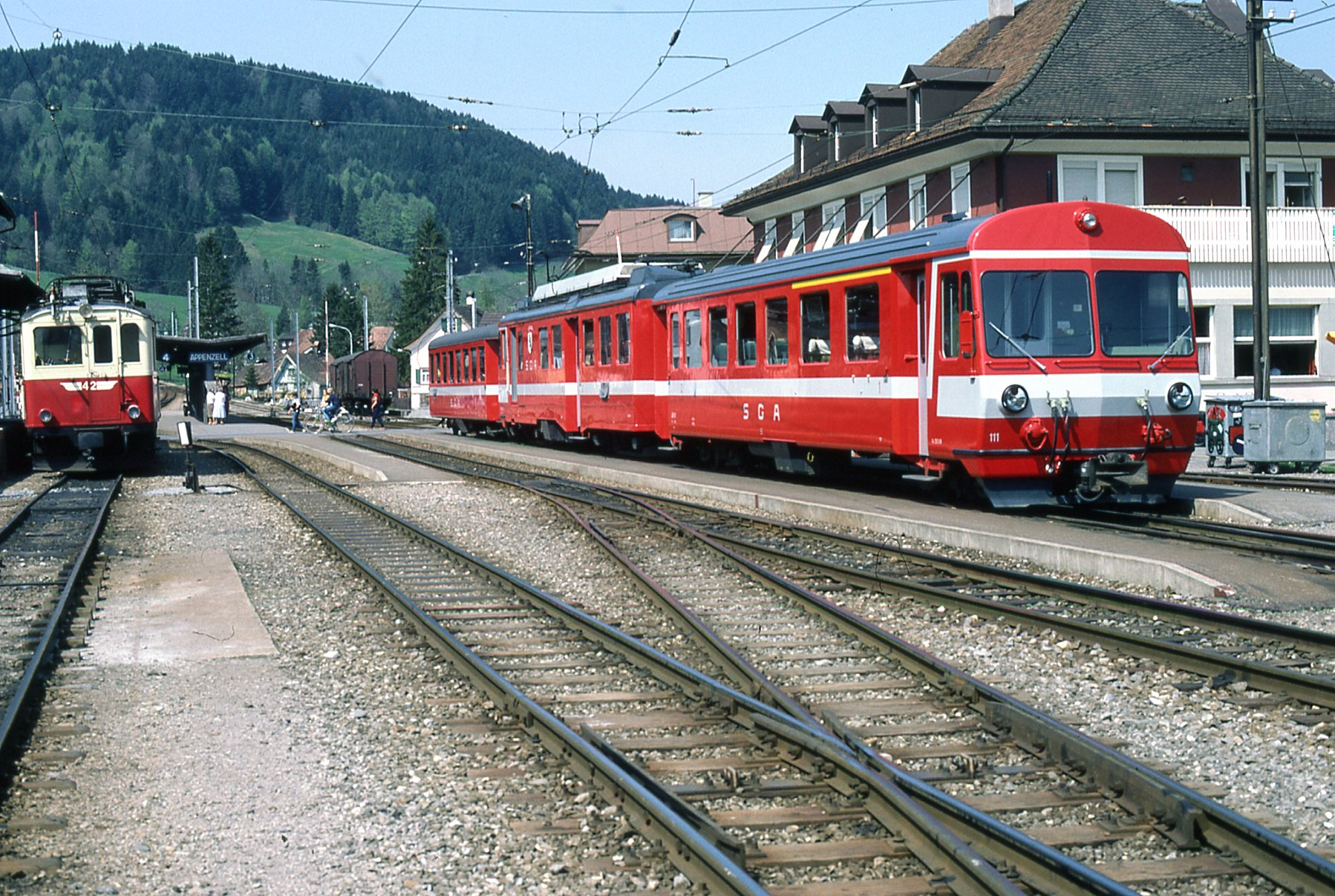
Pendelzug der SGA mit einem BDeh 4/4 in Appenzell, links der ABe 4/4 42 der AB.

Nachdem man sich zu Beginn der 1970er-Jahre für den Weiterbetrieb der St. Gallen-Gais-Appenzell-Altstätten-Bahn SGA entschieden hatte und auf die Umstellung auf Busverkehr verzichtete, wurde die Sanierung der veralteten Zahnradbahn eingeleitet. Zur Modernisierung des Rollmaterial wollte die SGA fünf zweiteilige Pendelzüge bestellen. Weil das Eidgenössische Amt für Verkehr (EAV) jedoch nur vier Züge bewilligte, sprang die Appenzeller Bahn (AB) in die Bresche. Die AB, die zusammen mit der SGA unter einer Gemeinschaftsdirektion stand, finanzierte als reine Adhäsionsbahn den fünften Zahnradzug, um ihn der SGA zum Ausgleich für ihre Zugsleistungen auf dem AB-Netz zur Verfügung zu stellen. 1978 konnten die beiden Bahnen die Aufträge für die fünf BDeh 4/4 11–15 und den zugehörigen Steuerwagen vergeben.
Schon nach kurzer Zeit zeigte sich, dass die SGA für die Aufrechterhaltung ihres Fahrplans auf den fünften Zug angewiesen war. Fünf Jahre nach der Inbetriebnahme verkaufte ihn die AB zum damaligen Anschaffungspreis.

## Technik
Im Verlaufe des Jahres 1981 wurden die Fahrzeuge abgeliefert. Die Flug- und Fahrzeugwerken Altenrhein (FFA) stellten die Wagenkästen der Trieb- und Steuerwagen und die Laufdrehgestelle her. Die Triebwagen besitzen nur einen Führerstand. Auf der anderen Seite befindet sich ein Wagenübergang, so dass sie nur zusammen mit einem Steuerwagen verkehren können. Die Triebdrehgestelle mit Zahnradantrieb stammen von der Schweizerischen Lokomotiv- und Maschinenfabrik (SLM) in Winterthur. Der Adhäsionsantrieb wurde bei der Fahrt auf dem 100 ‰ steilen Zahnstangenabschnitt Ruckhalde St. Gallen–Riethüsli abgekuppelt.
Brown, Boveri & Cie. (BBC) lieferte die elektrische Ausrüstung. Trotz der Hüpfersteuerung läuteten die BDeh 4/4 Neuland ein. Sie sind die ersten Schweizer Triebfahrzeuge, in denen für Steuerungs- und Regelungsfunktionen Mikroprozessoren zur Anwendung kommen.
Die Farbgebung mit rotem Anstrich und hellgrauem Zierstreifen wurde von der Bevölkerung bestimmt. Die Züge sind damit auf den vielen unbewachten Bahnübergängen besser sichtbar als im traditionellen SGA-Grün. Die ersten vier Züge tragen die SGA-Initialen. Der BDeh 4/4 15 mit dem Steuerwagen ABt 115 wurde – auch im Hinblick auf die bevorstehende Fusion – mit „Appenzeller Bahnen“ beschriftet.
Die Triebwagen der ersten Serie tragen folgende Namen und Wappen:
| Betriebsnummer | Taufname           | Werbung     |
| -------------- | ------------------ | ----------- |
| BDeh 4/4 11    | Stadt St. Gallen   |             |
| BDeh 4/4 12    | Teufen 1           |             |
| BDeh 4/4 13    | Bühler 1           | Appenzeller |
| BDeh 4/4 14    | Gais 2             | A. Vogel    |
| BDeh 4/4 15    | Bezirk Appenzell 1 |             |

Die BDeh 4/4 der SGA dienten als Vorbild für die 1985/86 abgelieferten Adhäsionstriebwagen BDe 4/4 II der AB und der Chemins de fer du Jura (CJ).

## BDeh 4/4 16 und 17

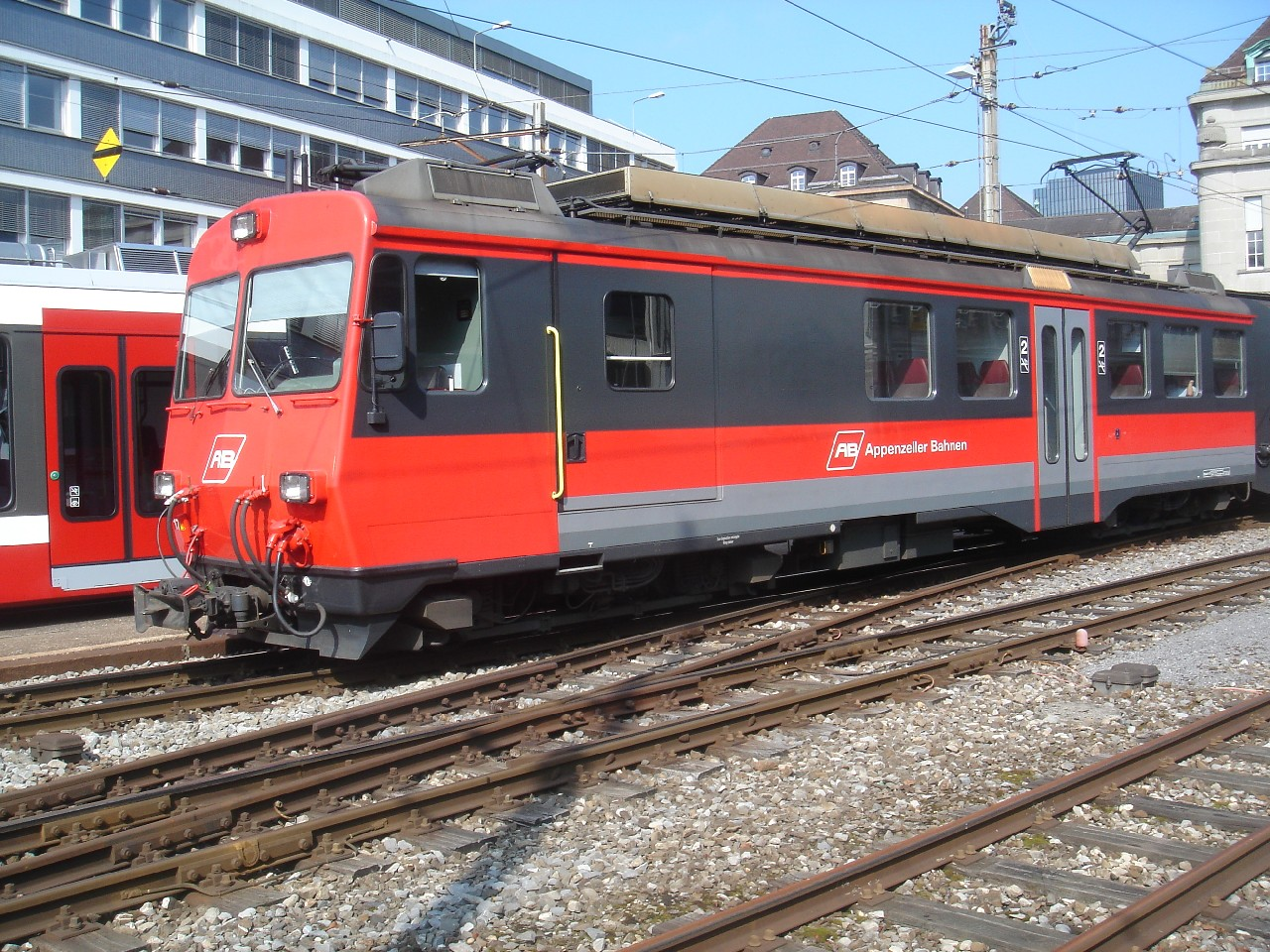
BDeh 4/4 17 mit Aussenschwingtüren im Nebenbahnhof St. Gallen

1989 fusionierten die Appenzeller Bahn (AB) und die SGA zu den Appenzeller Bahnen (AB). Die neue Bahngesellschaft ergänzte 1993 ihren Fahrzeugbestand mit den BDeh 4/4 II 16–17 und BDe 4/4 II 34–35. Obwohl die elektrische Ausrüstung mit der Hüpfersteuerung inzwischen nicht mehr zeitgemäss war, entschieden sich die AB aus Kostengründen für einen Nachbau der in den achtziger Jahren gebauten Fahrzeuge. Erkennbar sind die Triebwagen der zweiten Serie an den aussenbündigen Aussenschwingtüren an Stelle der in einer Nische eingebauten Falttüren.
Auch bei den Lieferfirmen hatte sich einiges geändert. Aus der FFA wurde Schindler Waggon Altenrhein (SWA) und BBC als Lieferant des elektrischen Teil ging im ABB-Konzern auf.
Die Triebwagen BDeh 4/4 16 und 17 können im Gegensatz zu den Fahrzeugen der ersten Bestellung auch auf der Strecke Altstätten–Gais verkehren, deren Zahnstangenabschnitte eine Steigung von 160 ‰ aufweisen. Seit der Eröffnung der St. Galler Durchmesserlinie 2018 ist die Linie Altstätten–Gais die einzige Meterspurstrecke der AB mit Zahnstange.

## Verkauf an die Achenseebahn

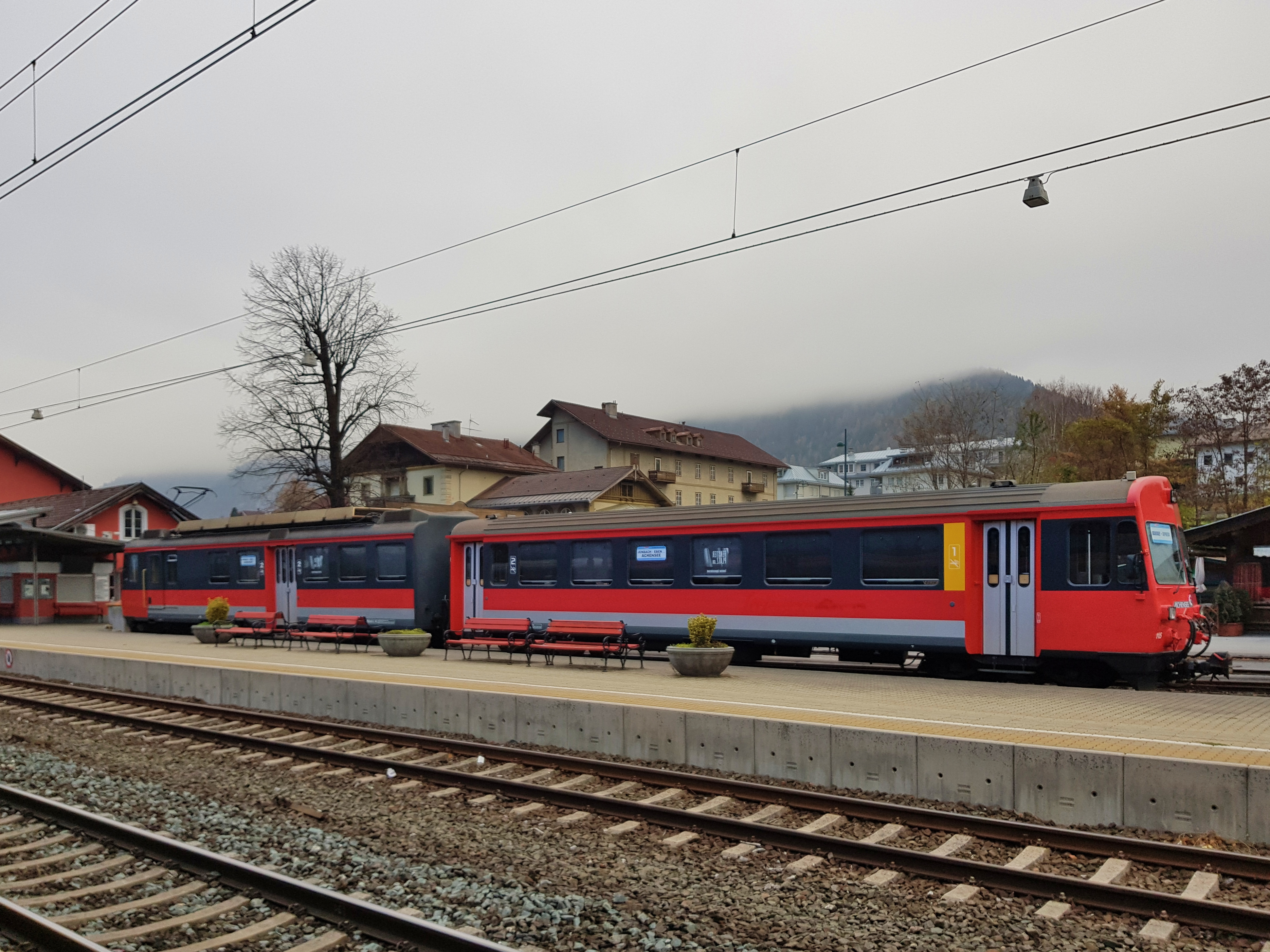
AB BDeh 4/4 im Bahnhof Jenbach

Mit der Streckensperre St. Gallen–Teufen im Sommer 2018 vor der Eröffnung der Durchmesserlinie benötigten die AB nur noch drei der BDeh 4/4 11–15 für den noch verbliebenen Abschnitt Teufen–Appenzell. Am 11./12. Juni wurden die Triebwagen 11 und 12 zur Achenseebahn nach Jenbach gebracht. Am 24. Oktober wurde der Triebwagen 13 ins Tirol abtransportiert. Er hat seine Werbung für Appenzeller Alpenbitter behalten. Die restlichen Triebwagen und die zugehörigen Steuerwagen ABt 111–115 folgten im Herbst nach der Eröffnung der Durchmesserlinie. Es war geplant, die Zahnradtriebwagen mit einem Hybridantrieb auszustatten, falls die Elektrifizierung der Achenseebahn nicht zustande kommen sollte. Ob eine der beiden teuren Varianten zustande kommt, war angesichts der angespannten finanziellen Lage der Achenseebahn fraglich. Zudem hätten die Drehgestelle der Trieb- und Steuerwagen für den Einsatz auf der Riggenbach-Zahnstange der Achenseebahn umgebaut werden müssen. Nach dem Konkurs der Achenseebahn hat das Auktionshaus Köck angekündigt, die 10 Fahrzeuge ab 5. Oktober 2020 zu versteigern. Die Versteigerung wurde allerdings nicht durchgeführt; stattdessen begann im Februar 2021 die Verschrottung aller Appenzeller Fahrzeuge abgesehen von zwei Steuerwagen.

## Zugehörige Steuer- und Zwischenwagen
Zur Bildung von Pendelzügen wurden bei der FFA zugehörige Steuerwagen vom Typ Einheitswagen II bestellt. Um dreiteilige Züge bilden zu können, wurden von 1981 bis 1984 die Leichtstahlwagen B 71–73 und B 81–83 für den Einsatz als Zwischenwagen hergerichtet. Sie erhielten eine Vielfachsteuerleitung, automatische Türschliessung, Tasten für die Halteanforderung, Lautsprecher und einen passenden Neuanstrich in Rot.
Zur zweiten Serie beschafften die AB Steuer- und Zwischenwagen des neueren Typs PA-90. Die Steuerwagen ABt 121–123 aus dem Jahr 2004 ergänzen die Pendelzüge mit einem Niederflurabteil.
| Serie | Nummer            | Baujahr | Gewicht | Plätze 1. Kl. | Plätze 2. Kl. | Länge     | Höchstge- schwindigkeit | Hersteller    | Typ           | Bemerkung                                                  | Bild         |
| ----- | ----------------- | ------- | ------- | ------------- | ------------- | --------- | ----------------------- | ------------- | ------------- | ---------------------------------------------------------- | ------------ |
| ABt   | 111–115           | 1981    | 14,0 t  | 12            | 31            | 17 070 mm | 65 km/h                 | FFA, BBC      | EW II         | Steuerwagen, ABt 111–114 von SGA, ABt 115 von AB beschafft | ABt 111–115  |
| ABt   | 116, 117          | 1993    | 16,9 t  | 12            | 30            | 17 070 mm | 75 km/h                 | SWA, SIG, ABB | PA-90         | Steuerwagen                                                | ABt 116, 117 |
| ABt   | 121–123           | 2004    | 20,5 t  | 12            | 39            | 17 070 mm | 75 km/h                 | RJ, MOB       | RJ Niederflur | Niederflursteuerwagen                                      | ABt 121–123  |
| Ast   | 181               | (1968)  | 17,3 t  | 30            | –             | 15 350 mm | 75 km/h                 | SIG, RJ       |               | Salonsteuerwagen, umgebaut 2001 aus B 82                   | Ast 181      |
| B     | 282 ex 71–73      | 1948    | 15,0 t  | –             | 64            | 14 570 mm | 65 km/h                 | SIG           | LS SIG 48     | 1981–1984 Umbau für Einsatz in Pendelzügen                 | B 821–283    |
| B     | 281, 283 ex 81–83 | 1964    | 15,0 t  | –             | 64            | 14 570 mm | 65 km/h                 | SIG           | LS SIG 48     | 1981–1984 Umbau für Einsatz in Pendelzügen                 | B 821–283    |
| B     | 295 ex B 192      | 1993    | 16,2 t  | –             | 54            | 17 070 mm | 75 km/h                 | SWA, SIG      | PA-90         | 2003 umnummeriert zu B 295                                 | B 291–295    |
| B     | 291–294           | 1993    | 16,0 t  | –             | 54            | 17 070 mm | 75 km/h                 | SWA, SIG      | PA-90         |                                                            | B 291–295    |

Mit allen Steuerwagen können auch die Adhäsionsfahrzeuge Ge 4/4 1 und BDe 4/4 II 41–45 ferngesteuert werden, die auf der Strecke Gossau SG–Wasserauen verkehren.

## Bildergalerie

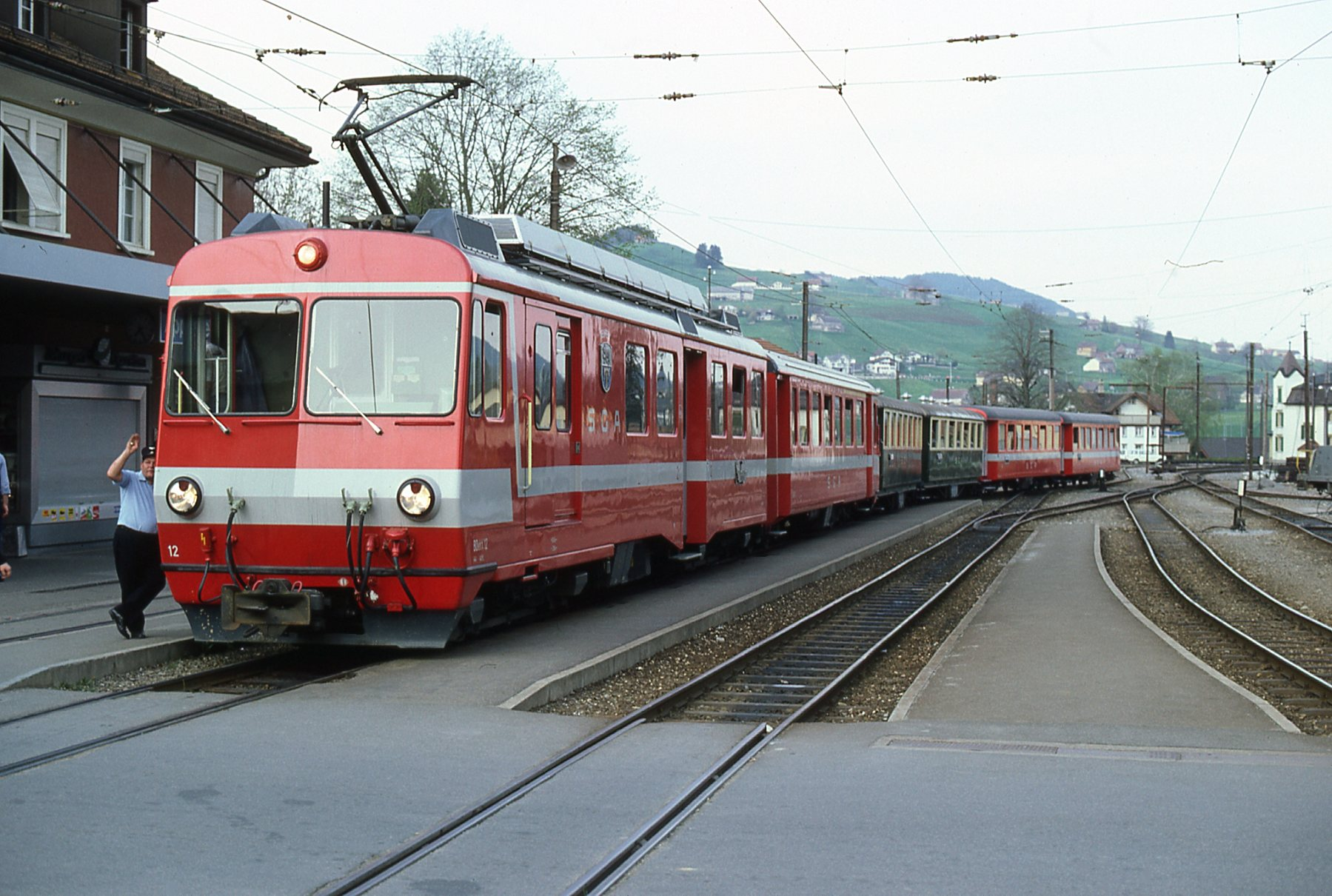
BDeh 4/4 12 der SGA mit Steuerwagen und älteren Verstärkungswagen
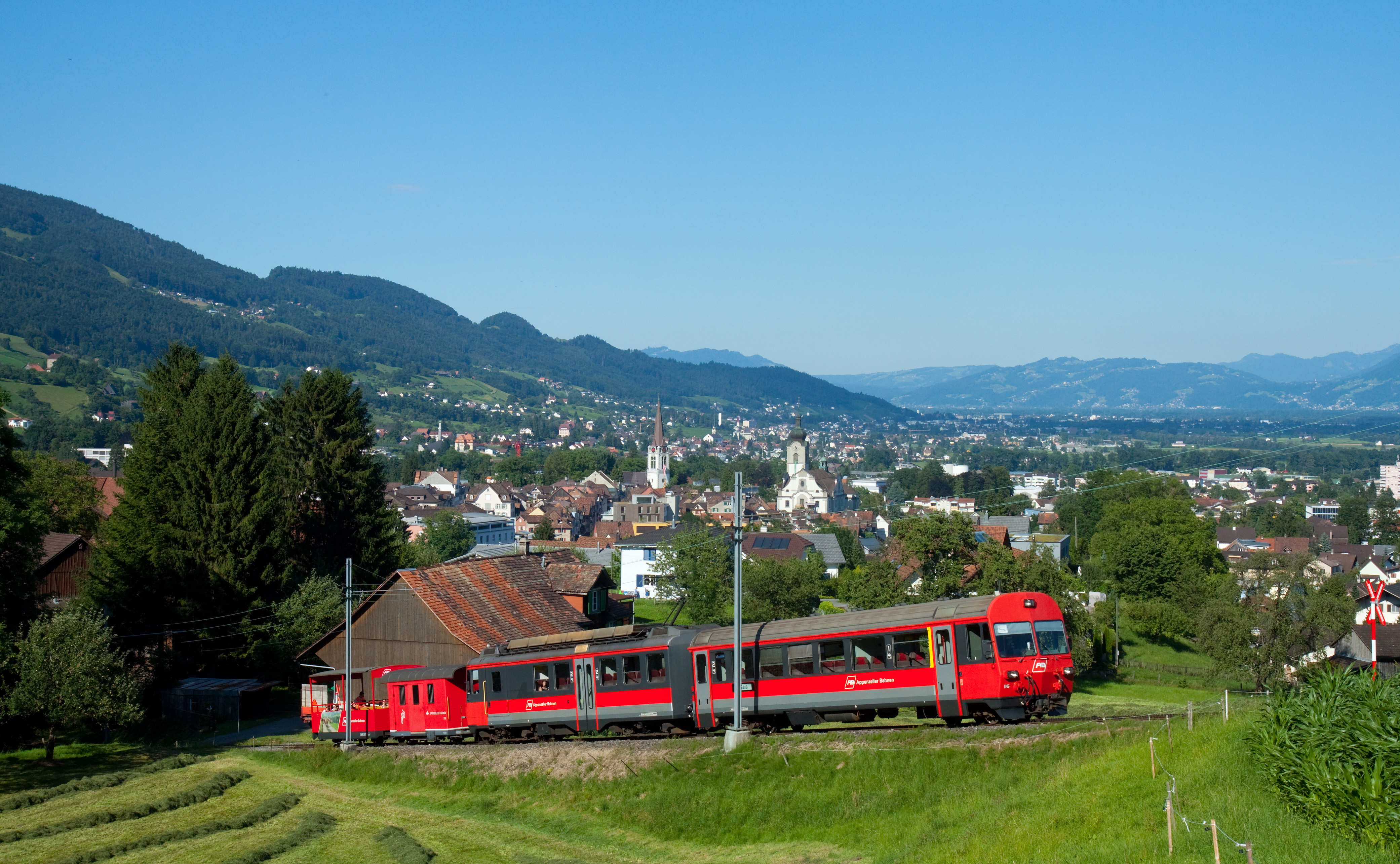
Pendelzug mit BDeh 4/4 auf dem Zahnstangenabschnitt oberhalb von Altstätten unterwegs in Richtung Gais
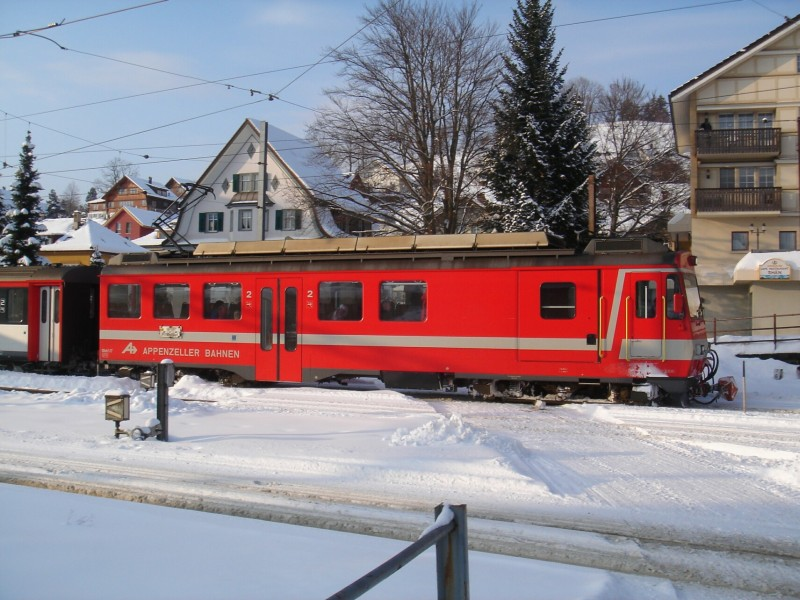
BDeh 4/4 17 mit dem roten Anstrich und hellgrauem Streifen in Gais
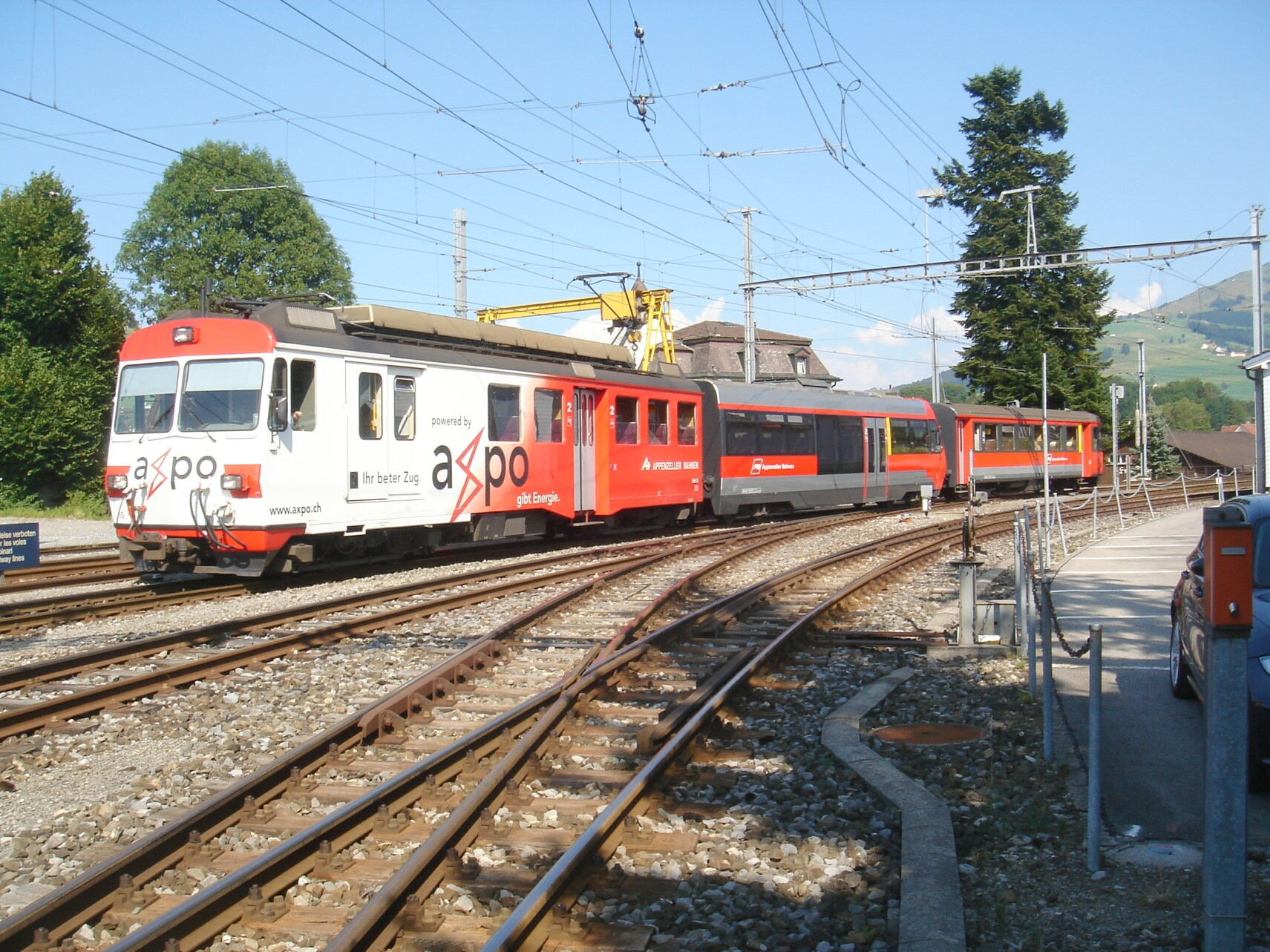
BDeh 4/4 15 mit Werbeanstrich für die Axpo in Appenzell mit dem ABt 121 als Zwischenwagen und Steuerwagen ABt 113